# Domee Shi
Domee Shi (Chongqing, China, 1989) é uma diretora e ilustradora de storyboard chinesa. Além dos massivos trabalhos para a Pixar, foi vencedora do Óscar 2019, na categoria de Melhor Animação em Curta-metragem por Bao.